# Soonlepa laht
Soonlepa laht är en vik på Dagö i västra Estland. Den ligger i Hiiumaa (Dagö), i den västra delen av landet, 120 km sydväst om huvudstaden Tallinn.
Den avgränsas i öster av halvön Sarve poolsaar som är Dagös östligaste udde. I väster ligger avgränsas den av udden Salinõmme poolsaar och den utanförliggande ön Saarnaki laid. Ån Suuremõisa jõgi mynnar i viken.